# St. Ägidius (Ebnath)

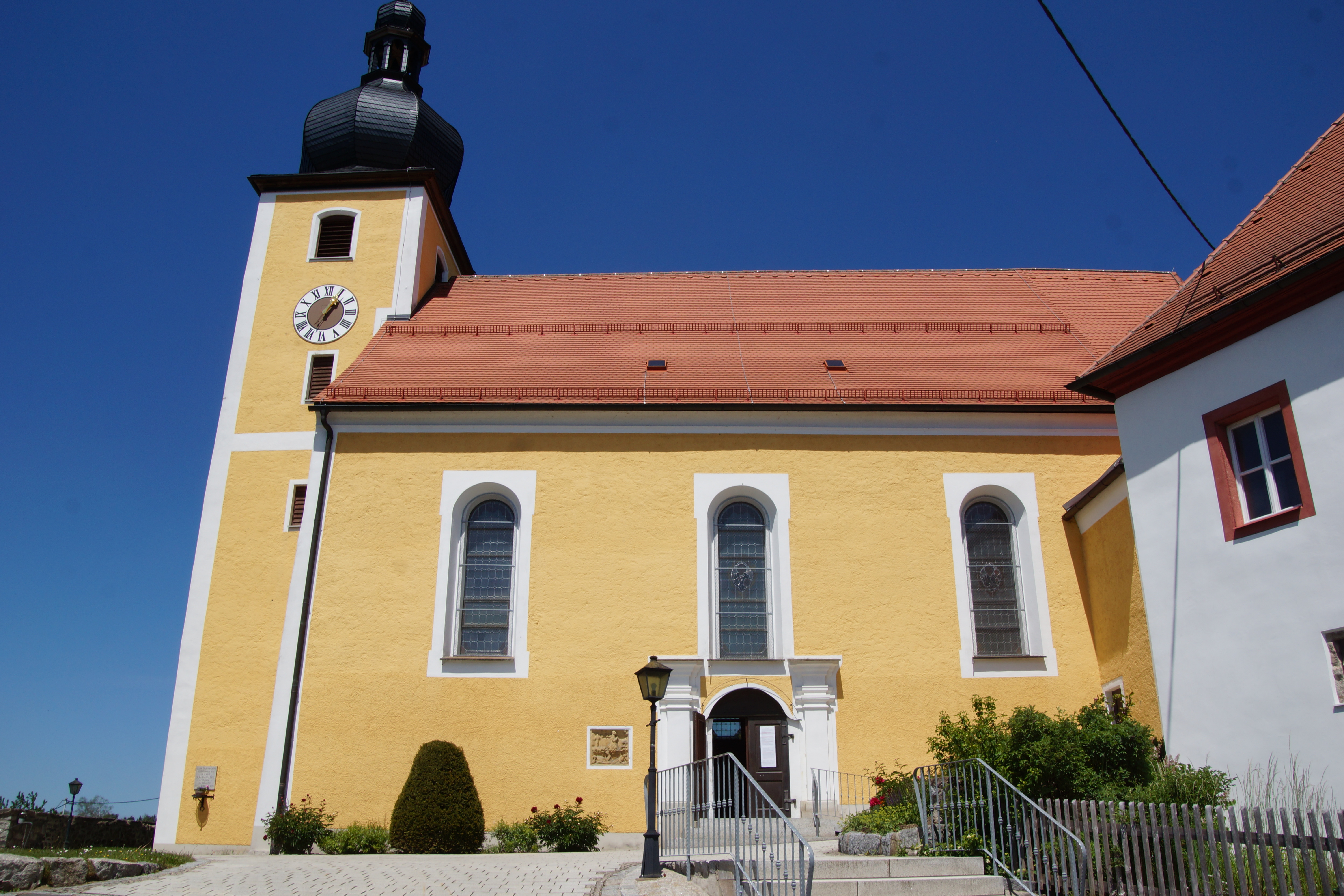
St. Ägidius, Ebnath

Die römisch-katholische Pfarrkirche St. Ägidius im Ortszentrum von Ebnath (Kirchweg 5) steht unter dem Patrozinium des heiligen Ägidius. Die Anlage wird als Bodendenkmal unter der Aktennummer D-3-6037-0032 im Bayernatlas als „archäologische Befunde des Mittelalters und der frühen Neuzeit im Bereich der katholischen Pfarrkirche St. Ägidius in Ebnath, darunter die Spuren von Vorgängerbauten bzw. älterer Bauphasen“ geführt. Ebenso ist sie unter der Aktennummer D-3-77-115-3 als denkmalgeschütztes Baudenkmal von Ebnath verzeichnet.

## Geschichte
Eine Kirche in Ebnath wird erstmals 1179 in einem Kodex des Klosters Reichenbach erwähnt. Danach hat sich der Regensburger Bischof Konrad II. von Raitenbuch im Anschluss an die Einweihung der Klosterkirche von Waldsassen am 12. Juni 1179 nach Ebenöde begeben und auf Bitten von Diepold dem Jüngeren die dortige Kirche eingeweiht. Genauere Angaben über diese Kirche fehlen, es wird vermutet, dass es sich um die Burgkapelle der Veste Ebnath gehandelt hat.
Im 15./16. Jahrhundert haben die Hirschberger die Kirche im Zusammenhang der Transferierung des Pfarrrechts von Mehlmeisel nach Ebnath neu erbaut, wobei zumindest der Grundriss der älteren Kirche überliefert ist.
Streit gab es mit dem Bistum Regensburg, das darauf bestand, dass eine Pfarrei in Ebnath erst 1815 errichtet und als erster Pfarrer Joseph Hopf am 29. April 1815 eingesetzt worden sei. Bis dahin sei Ebnath der Pfarrei Kulmain zugehörig und eine Pfarrkuratie gewesen. Im Unterschied hierzu behaupteten die Herren von Hirschberg, dass Ebnath bereits viel früher eine Pfarrei gewesen sei und ihnen das Patronatsrecht zugestanden habe. Der 1512 verstorbene Paul von Hirschfeld habe „schon bey Lebzeiten einen ganzen Hoff und Guth zu dessen Unterhaltung [gemeint ist der Pfarrer] und Wohnung eines Pfarrers dotiert“. Zudem haben die Hirschberger 1539 das Pfarrrecht von Mehlmeisel nach Ebnath transferiert und Ebnath somit zu einer Pfarrei gemacht. Ein weiterer Hinweis auf die frühere Pfarrei zu Ebnath findet sich in den Diözesanmatrikeln, in denen eine Abschrift aus dem Salbuch von 1663 tradiert wird, in der es heißt, dass „das filial Kürchlein Ebnath so sambt der Filial Steinach so 800 Beichtkinder hat, ist anno 1664 von Culmain separiert und izigen Provisori M. Joann Stoll zusammen von H. M. Georgius Reiß p.t. Pfarrer zu Kulmain übergeben worden“. Auch die Regierung der Oberpfalz erkennt mit Schreiben vom 21. Januar 1777 das Jus patronatus der Herren von Hirschberg an.
In der Reformationszeit wurde nach dem Grundsatz „Cuius regio, eius religio“ hier das Luthertum eingeführt. Der erste evangelische Pfarrer war Conrad Reutter, der von 1565 bis 1571 in Ebnath tätig war, ihm folgte Magister Georg Schönweiß von 1571 bis 1577 aus Kemnath nach, der von Mathes und Jörg von Hirschberg bestellt wurde. Der dritte protestantische Pfarrer war Balthasar Pitterlein, der ebenfalls von den Hirschbergern bestellt wurde. Dieser hat begonnen, die Pfarrmatrikel für Ebnath aufzustellen. Dann wirkte hier ab 1611 noch dessen Sohn Johannes Pitterlein.
Im Zuge der Gegenreformation wurde Ebnath wieder katholisch und bereits am 10. November 1627 wird hier die erste katholische Taufe vermeldet. Von 1627 bis 1664 wird Ebnath gemeinsam mit Kulmain mit einem Pfarrer versorgt, diese tragen den Titel „Parochus in Culmain et Ebnath“.

## Gebäude
Die heutige barocke Kirche wurde ab 1741 bis 1743 nach Plänen des Amberger Maurermeisters Johann Georg Diller erbaut. Sie ist ein verputzter Massivbau mit Satteldach. Die Kirche besitzt einen dreiseitig eingezogenen Chor. Das Tonnengewölbe ist mit Stichkappen ausgeführt. Das Langhaus besitzt eine Flachdecke und drei Fensterachsen. Die Sakristei mit einem Oratorium ist südlich des Chors angebaut. Der Turm (28 m hoch) vor der Westfassade ist mit einer Zwiebelhaube und Laterne ausgestattet, auf ihm findet sich die Jahreszahl 1800, dem Jahr seiner Errichtung, und die Inschrift „Bittet und ihr werdet erhalten“. An der südlichen Außenwand ist ein Grabstein von 1618 eines Hammermeisters von Ebnath eingelassen.
Bei dem Neubau wurde der Friedhof um die Kirche aufgegeben und die Bestattungen fanden nur mehr im äußeren Friedhof statt. Dieser wurde mehrmals erweitert (1724, 1910), wobei bei der letzten Erweiterung eine Bruchsteinmauer um den Friedhof angelegt wurde. Das Leichenhaus wurde am 8. November 1959 eingeweiht und der Friedhof wurde am 1. Januar 1978 der Gemeinde zur Verwaltung übergeben.
Archäologische mittelalterliche Befunde und der frühen Neuzeit wurden im Bereich der Pfarrkirche gesichert, darunter auch Spuren von Vorgängerbauten bzw. älterer Bauphasen.

## Innenausstattung

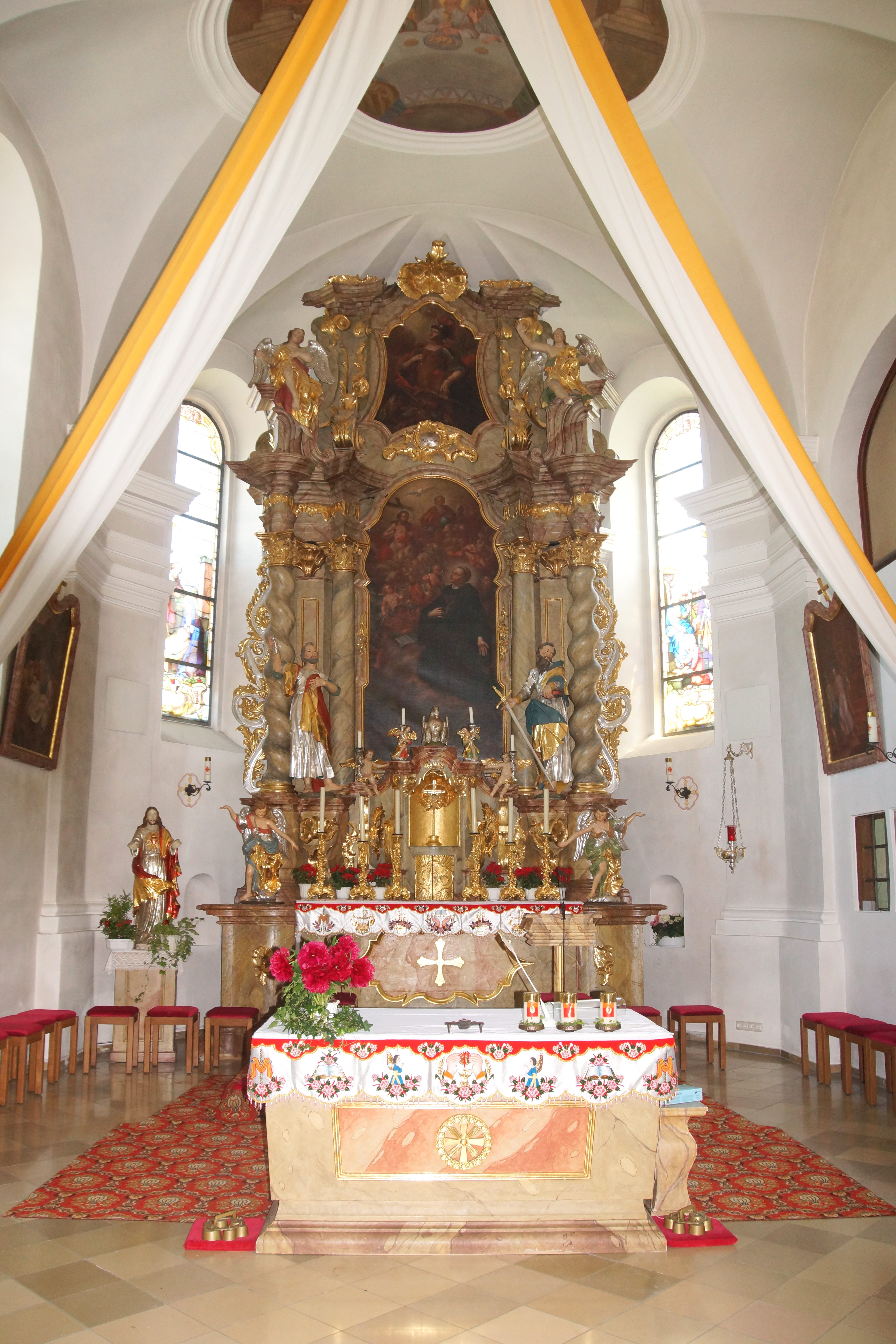
St. Ägidius, Altar

Der Hochaltar wurde 1753 von dem Schreinermeister Johann Eckhmann von Kemnath und dem Bildhauer Johann Georg Veldt von Auerbach gefertigt. Er besitzt zwei glatte und zwei gewundene Säulen. Die Altarblätter zeigen den heiligen Ägidius und im Aufsatz den hl. Georg, beide von Johann David Radius aus Oberröslau gestaltet. Die Seitenfiguren stellen Petrus und Paulus dar. Die Seitenaltäre (um 1740) besitzen gewundene Säulen mit Laub- und Bandwerk. Das Altarbild des sogenannten Frauenaltars (Kopie der Muttergottes nach Lucas Cranach der Jüngere, links) stammt ebenfalls von dem bereits genannten Künstler Radius (1761). Von ihm sind auch zwei Beichtstühle mit reichen Schnitzereien (1752) sowie der Kreuzweg (1755). Der rechte Seitenaltar ist der Heiligen Dreifaltigkeit gewidmet.
Der Taufstein ist aus Sandstein gemacht und stammt aus der ersten Hälfte des 17. Jahrhunderts. Er besitzt eine Taufschale und einen ornamentierten Balusterfuß. Der hölzerne Deckel entstammt der Barockzeit.
In der Kirche wird eine silberne und teilvergoldete Monstranz aufbewahrt, die Szenen aus dem Leben Christi darstellt. Sie wurde von Georg Carl Adam von Hirschberg 1753 gestiftet. Ein Kelch ist von gleicher Ausführung. Eine weitere Monstranz stammt von 1699 und zeigt links und rechts des Gehäuses den Heiligen Ägidius und den Heiligen Dionysius von Augsburg.

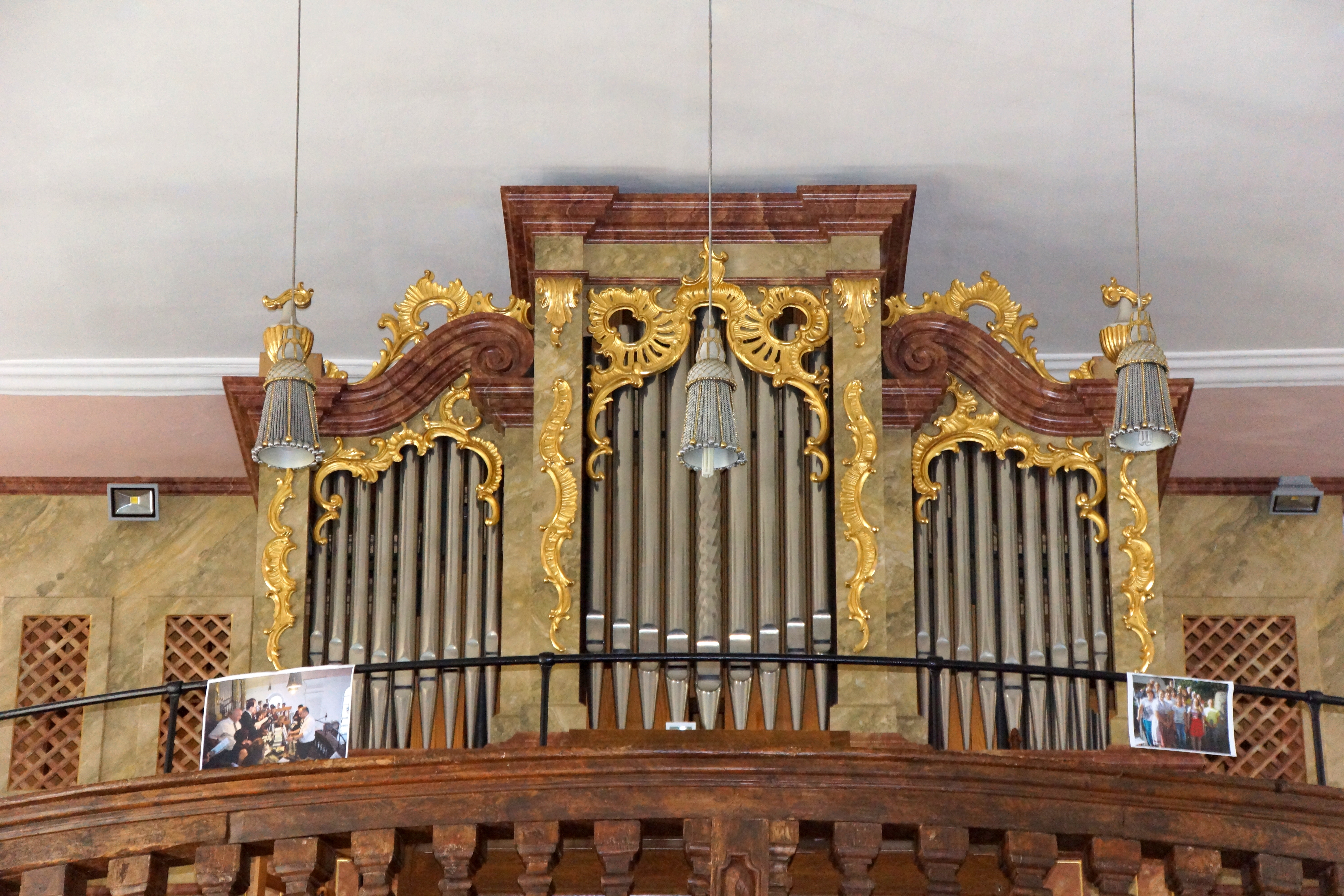
Orgel
Auf der Empore im hinteren Teil der Kirche steht die Orgel, Sie wurde von der Firma Hey Orgelbau 1996 als Opus 242 gebaut und aufgestellt. Das Instrument verfügt über 27 Register auf zwei Manualen und Pedal.